# Сант'Амброђо (Падова)
Сант'Амброђо је насеље у Италији у округу Падова, региону Венето.
Према процени из 2011. у насељу је живело 827 становника. Насеље се налази на надморској висини од 18 м.